# Battaglia di Dupplin Moor
La battaglia di Dupplin Moor fu combattuta l'11 agosto 1332 fra gli scozzesi leali a Davide II di Scozia, figlio di Robert Bruce, e gli inglesi leali a Edoardo Balliol e alla sua famiglia, che già da molto tempo reclamava per sé il trono di Scozia. Lo scontro ebbe luogo poco a sud-ovest di Perth, nel regno di Scozia, quando un'armata scozzese comandata da Donald II, conte di Mar e composta da un numero incerto di uomini (tra 15 000 e 40 000) attaccò una forza in gran parte inglese di 1500 combattenti guidata da Balliol ed Enrico di Beaumont, conte di Buchan. Si trattò della prima grande battaglia rientrante nell'ambito della seconda guerra d'indipendenza scozzese.
La prima guerra d'indipendenza scozzese tra Inghilterra e Scozia era terminata nel 1328 con il trattato di Northampton, il quale aveva riconosciuto Bruce come re di Scozia. Tuttavia il trattato suscitò ampio scontento in Inghilterra, tanto che il nuovo re Edoardo III tramò segretamente nel tentativo di insediare Edoardo Balliol sul trono scozzese come proprio fantoccio. Forte del sostegno ricevuto, Balliol e una piccola forza al suo seguito sbarcarono nel Fife e marciarono su Perth, la capitale scozzese. Un esercito scoto almeno dieci volte superiore in termini numerici occupava una posizione difensiva sul lato opposto del fiume Earn, ma gli invasori oltrepassarono il fiume di notte attraverso un guado incustodito e si impossessarono di una postazione difensiva strategicamente rilevante.
Il mattino seguente gli scozzesi corsero ad attaccare gli inglesi, rompendo le proprie formazioni e disorganizzandosi rapidamente a causa della litigiosità dei loro capi, Donald di Mar e Robert Bruce, signore di Liddesdale. Incapaci di spezzare la linea di difesa avversaria, gli scozzesi rimasero intrappolati in una valle mentre nuove forze in arrivo dalle retrovie li spingevano in avanti e non concedevano né spazio di manovra né addirittura la possibilità di utilizzare le loro armi. Gli arcieri inglesi bersagliarono entrambi i fianchi nemici scatenando il panico, e molti furono soffocati o calpestati a morte. Alla fine gli scozzesi ruppero le proprie linee e la cavalleria inglese li fece fuggire, inseguendoli fino al calar della notte per massacrarli. Mentre Perth cadeva, le rimanenti forze scozzesi si dispersero; subito dopo Balliol fu incoronato re di Scozia. Tuttavia alla fine del 1332 egli aveva già perso il controllo della maggior parte del paese, ma lo riconquistò nel 1333 grazie all'aperto sostegno di Edoardo III. Nuovamente deposto nel 1334, venne restaurato sul trono nel 1335 e infine allontanato ancora una volta nel 1336 dai fedelissimi di Davide II, che venne infine riconosciuto legittimo re di Scozia.
Al di là dei risvolti politici, la battaglia di Dupplin Moor rappresenta uno dei primi esempi dell'utilizzo efficace dell'arco lungo in battaglia, arma che avrebbe condizionato le tattiche dell'esercito inglese per tutto il secolo successivo, soprattutto durante la guerra dei cent'anni.

## Contesto storico

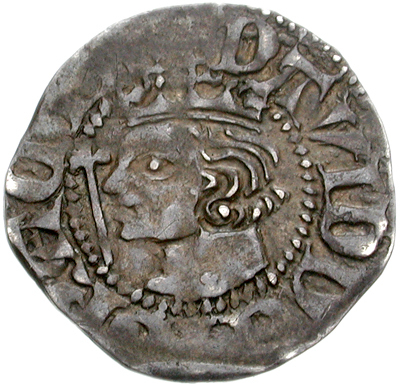
Moneta con ritratto Davide II di Scozia

La prima guerra d'indipendenza combattuta tra Inghilterra e Scozia iniziò nel marzo del 1296, quando Edoardo I d'Inghilterra (al potere dal 1272 al 1307) riuscì a catturare la città di Berwick sul confine scozzese, che funse da testa di ponte per la successiva invasione. Il re Giovanni di Scozia venne sconfitto alla battaglia di Dunbar e in seguito deposto, lasciando la Scozia completamente in mani inglesi; il malgoverno dei rappresentanti di Edoardo fu tuttavia così forte da scatenare le ribellioni di William Wallace prima e Roberto I di Scozia (noto come Robert Bruce) poi. Quest'ultimo ebbe pienamente successo sconfiggendo sonoramente gli inglesi nel 1314 alla battaglia di Bannockburn, costringendo così re Edoardo II d'Inghilterra a rinunciare temporaneamente alle mire inglesi sulla Scozia.
Dopo che il quattordicenne Edoardo III d'Inghilterra, figlio di Edoardo II di recente incoronato, fu quasi catturato dagli scozzesi durante la disastrosa disfatta riportata a Stanhope Park nel 1327, i suoi reggenti, ovvero la madre Isabella di Francia e il suo amante Ruggero Mortimer, furono costretti ad intavolare dei negoziati. La controparte inglese accettò di siglare il trattato di Edimburgo-Northampton con Bruce nel 1328, riconoscendolo come sovrano indipendente della Scozia e ponendo fine alla guerra dopo trentadue anni. Il trattato fu ampiamente osteggiato in Inghilterra, tanto da passare alla storia con il nomignolo di turpis pax, ovvero "pace vergognosa". Alcuni nobili scozzesi, rifiutandosi di giurare fedeltà a Bruce, furono diseredati e lasciarono la Scozia per unire le forze con Edoardo Balliol, il figlio maggiore di re Giovanni di Scozia (regnante dal 1292 al 1296), che era stato catturato dagli inglesi più di trent'anni prima e aveva dovuto rinunciare ad ogni pretesa regale.

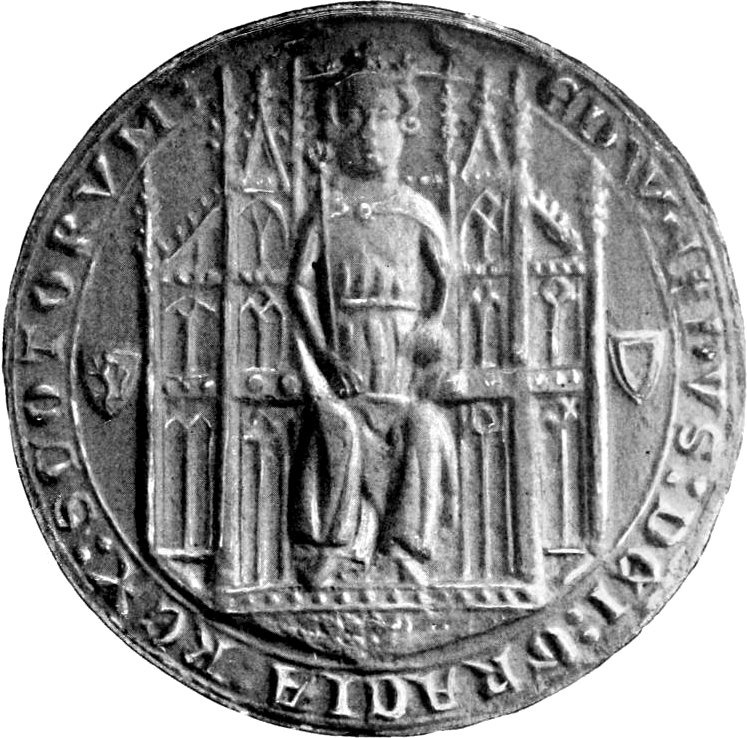
Il sigillo reale di Edoardo Balliol

Roberto I di Scozia morì nel 1329 e il suo erede, Davide II, divenne re a soli cinque anni (regnerà, tra alterne vicende, fino al 1371). Nel 1331, sotto la guida di Edoardo Balliol e del barone Enrico di Beaumont, conte di Buchan, i nobili scozzesi diseredati si riunirono nello Yorkshire per pianificare un'invasione della Scozia. Edoardo III era a conoscenza del piano e lo proibì ufficialmente, scrivendo nel marzo 1332 tramite i suoi funzionari del nord che chiunque avesse pianificato un'invasione della Scozia sarebbe stato arrestato; al contrario, in gran segreto Edoardo III era ben lieto di turbare la situazione politica del suo vicino settentrionale. Egli proibì a Balliol di invadere la Scozia via terra passando dai domini inglesi, non impedendogli tuttavia di salpare per la Scozia dai porti dello Yorkshire il 31 luglio 1332. Il reggente di Davide II, Thomas Randolph, I conte di Moray, che vantava il titolo di guardiano di Scozia, era un soldato navigato; egli era ben consapevole della situazione e stava aspettando Balliol e Beaumont per affrontarli, ma morì dieci giorni prima che essi salpassero, forse avvelenato dai nemici dei Bruce.

## Preludio

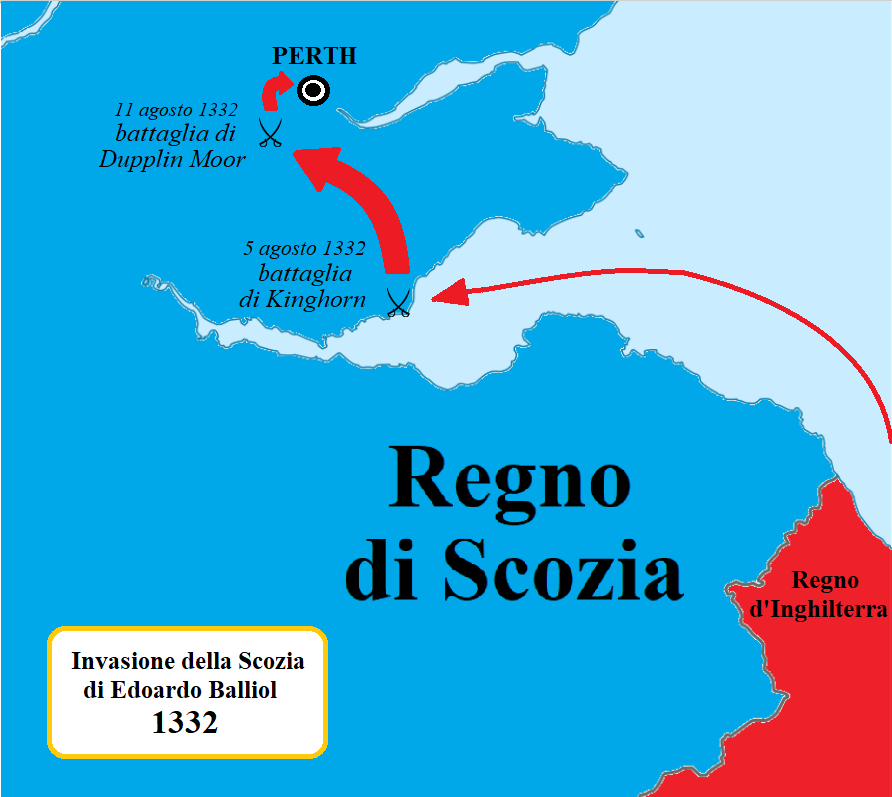
Mappa dell'invasione della Scozia condotta da Edoardo Balliol nel 1332

Le truppe a disposizione di Balliol erano poche, in quanto ammontavano a soli 1500 uomini, di cui 500 cavalieri e 1000 fanti; all'interno di questi ultimi si contavano perlopiù arcieri dotati di arco lungo. Balliol pensava comunque di compensare l'inferiorità numerica raccogliendo alleati scozzesi una volta sbarcato. Mentre i loro nemici si avvicinavano, gli scozzesi avevano nominato Donald II, conte di Mar come nuovo guardiano di Scozia in sostituzione di Randolph, e quindi anche come reggente per il giovane Davide. Mar, anch'egli uomo esperto e pure parente stretto del giovane re, aveva reclutato un grande esercito e si era preparato a ripartirlo in più sezioni. Mar era alla testa delle armate posizionate a nord del tratto di mare noto come Firth of Forth, mentre Patrick Dunbar, IX conte di March impartiva ordini a quelle a sud. Balliol aveva intrattenuto dei colloqui con Mar e sperava che questi avrebbe cambiato bandiera con molte delle sue truppe; sapendo che Mar era accampato sulla sponda settentrionale del Firth of Forth, Balliol sbarcò lì nella località di Wester Kinghorn (l'odierna Burntisland) il 6 agosto 1332.
Mentre gli invasori stavano ancora sbarcando, essi furono aggrediti da una grande forza scozzese comandata da Duncan IV, conte di Fife, e Robert Bruce (un figlio illegittimo del re omonimo). Nella conseguente battaglia di Kinghorn gli scozzesi attaccarono la parte delle forze inglesi che già aveva raggiunto la spiaggia, ma furono respinti dal tiro degli arcieri inglesi e dalla loro fanteria di supporto anche prima che i cavalieri di Balliol e Beaumont sbarcassero.
I resoconti scozzesi dell'epoca liquidano le loro perdite come trascurabili, mentre una fonte inglese riferisce di 90 scozzesi uccisi, due fonti danno 900 e una quarta 1000; la Cronaca di Brut, realizzata nell'Inghilterra medievale, testimonia che Fife era «tormentata dal senso di vergogna» dopo essere stata espugnata da una forza così piccola. Nulla invece si dice circa le vittime dell'esercito di Balliol. Mar ritirò la sua forza principale nella capitale, Perth, radunando i sopravvissuti di Kinghorn e inviando una richiesta generale di rinforzi. Incoraggiate dalla vittoria, le truppe di Balliol e Beaumont completarono lo sbarco e marciarono verso Dunfermline, dove cercarono cibo, saccheggiarono un'armeria ostile e poi si diressero verso Perth.

## La battaglia

### Avvicinamento degli inglesi

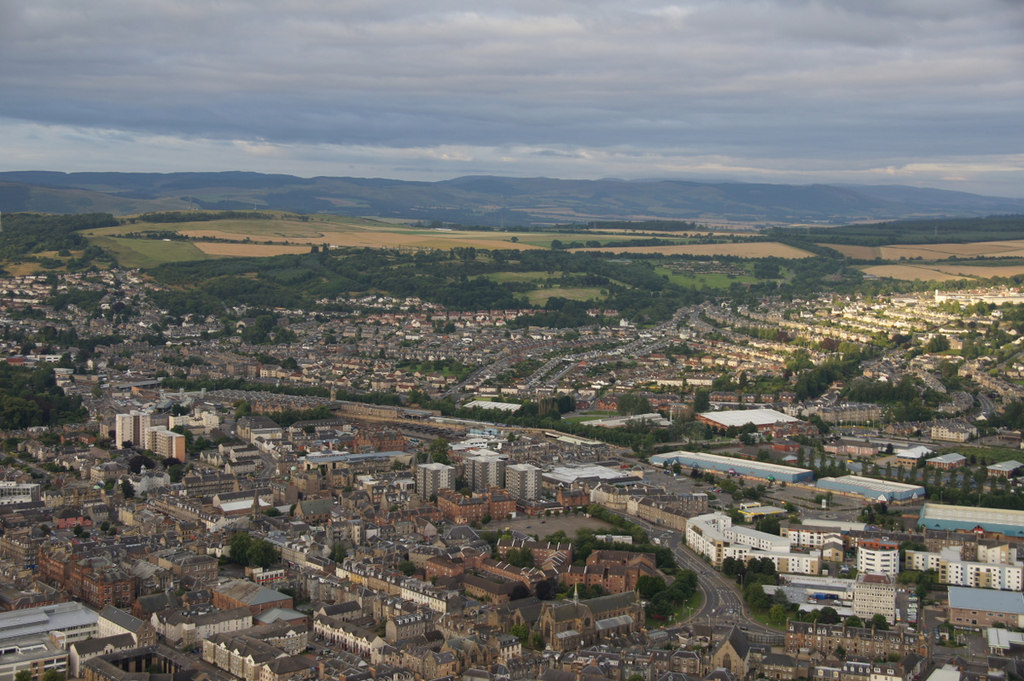
Perth vista oggi dall'alto; nei suoi pressi fu combattuta la battaglia di Dupplin Moor

L'esercito scozzese sotto Mar, uscito infine dalla capitale per contrastare Balliol, prese posizione sulla riva settentrionale del fiume Earn, 3 km a sud di Perth, e distrusse il ponte che lo attraversava. Gli scozzesi erano enormemente più numerosi rispetto agli inglesi, come si evince dalle cronache dell'epoca che parlano di un vantaggio pari a 20 000, 30 000 o, addirittura, 40 000 uomini; lo storico Clifford J. Rogers ha ipotizzato che la differenza fosse pari verosimilmente a 15 000 uomini. Quasi tutti gli scozzesi erano appiedati, costituendo quindi un grosso blocco di fanteria. Gli inglesi, arrivati sulla riva meridionale dell'Earn il 10 agosto, si trovavano in una posizione difficile: si trovavano in territorio nemico e di fronte a un esercito dieci volte il proprio, il quale vantavano una buona posizione difensiva al di là del fiume; gli inglesi erano inoltre consapevoli che l'altra parte dell'esercito scozzese, guidata dal conte di March, si stava muovendo nella loro direzione. Gli scozzesi si accontentarono di riposare nelle loro posizioni difensive poiché qualsiasi tentativo inglese di forzare il fiume sarebbe stato chiaramente destinato a fallire, pianificando piuttosto di inviare una parte del loro esercito in un'ampia manovra di aggiramento il giorno successivo. Gli inglesi forse speravano ancora che Mar disertasse e si unisse alla loro causa, ma questi non diede alcun segno di volerlo fare. Le due forze si fronteggiarono dall'altra parte del corso d'acqua per il resto della giornata.
Secondo una fonte contemporanea, gli scozzesi erano così fiduciosi della vittoria che alcuni iniziarono i loro festeggiamenti quella sera stessa, «giocando, bevendo e facendo baldoria» fino a tarda notte. Posta una guardia accanto al ponte distrutto, non fu presa alcuna precauzione contro le azioni che avrebbero potuto compiere gli inglesi. Rendendosi conto di non avere speranze se si fosse ritirata o fosse rimasta dov'era, l'intera forza inglese riuscì a guadare il fiume in un punto non sorvegliato. Avanzando nell'oscurità, verso mezzanotte si imbatterono nell'accampamento scozzese e lo attaccarono; coloro che non furono uccisi o catturati riuscirono a fuggire. Gli inglesi credevano di aver sconfitto il grosso delle truppe nemiche, ma furono disillusi all'alba quando videro gli scozzesi avanzare contro di loro divisi in due grandi tronconi. Questa notizia demoralizzò gli inglesi, ma secondo le cronache essi furono incoraggiati da un accorato discorso tenuto da uno dei loro comandanti.
Gli inglesi si schierarono pronti a sostenere una battaglia di fanteria, ad eccezione di quaranta mercenari e cavalieri tedeschi che combattevano a cavallo. Gli altri uomini d'arme si schierarono in tre ranghi serrati, con una quarta fila di fanteria equipaggiata con picche, mentre gli arcieri furono divisi e assegnati a ciascun lato del gruppo centrale. Gli inglesi erano ben posizionati all'interno di una piccola valle, che si restringeva man mano per lasciare spazio a un terreno collinare. La fanteria occupava il centro di questa valle, distribuendosi per circa 180 metri con gli arcieri su un terreno più alto e accidentato su ogni lato. I cavalli degli uomini d'arme, anche a causa dell'impraticabilità del campo di battaglia, furono tenuti indietro per precauzione.

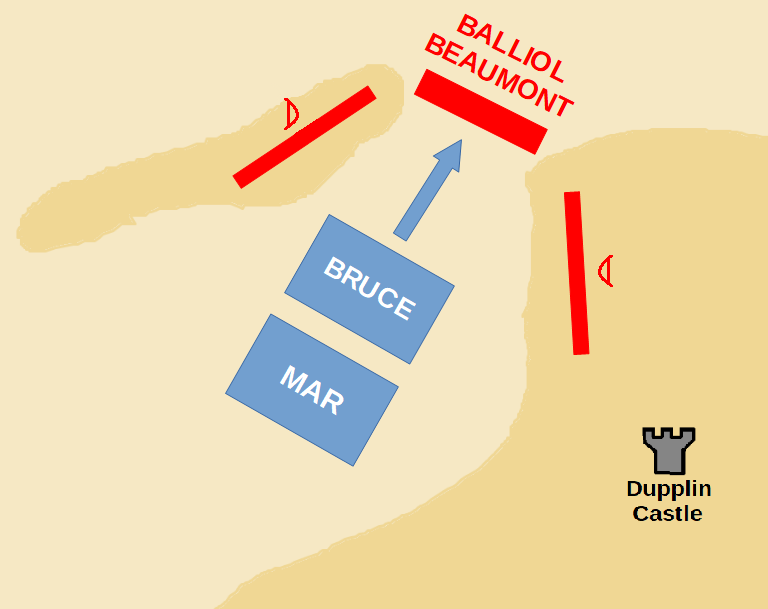
Ricostruzione grafica della battaglia di Dupplin Moor

### Attacco scozzese
Gli scozzesi, ancora estremamente fiduciosi di una loro vittoria, si divisero in due grandi gruppi schierati a schiltron, un genere particolare di formazione che prevedeva di posizionare i soldati in maniera estremamente vicina e armati di picche. Mar suggerì di dare agli inglesi l'opportunità di arrendersi, in modo che potessero essere riscattati e fruttare così un'ingente somma di denaro. Tuttavia, quando vide gli inglesi attraversare l'Earn Robert Bruce, al comando dello schiltron di testa e a conoscenza, almeno in parte, della corrispondenza di Mar con Balliol, affermò pubblicamente che questa traversata incontrastata si doveva al tradimento di Mar. Quest'ultimo lo accusò di mentire e dichiarò che avrebbe dimostrato la sua lealtà colpendo per primo gli inglesi. Bruce rivendicò questo onore per sé e i due schiltron scozzesi procedettero a gareggiare l'uno contro l'altro nella speranza di sbaragliare velocemente gli inglesi.
Lo schiltron di Bruce, già in testa, vinse questa sorta di gara, ma la sua carica precipitosa disorganizzò la formazione e lasciò indietro gli uomini più lenti. Quando Bruce entrò in contatto con gli inglesi soltanto 800 uomini erano ancora con lui, ma colpirono con tale vigore che spinsero indietro la fanteria centrale inglese di quasi 9 metri. Gli inglesi tuttavia non si separarono, ma voltarono le spalle ai nemici, si raggrupparono e furono in grado di fermare l'assalto. Gli scozzesi nella frenesia si erano lasciati incanalare dal terreno accidentato, attaccando tutti gli uomini d'arme inglesi al centro e ignorando gli arcieri posti ai lati della valle; imponendo agli uomini al centro dello schieramento inglese di indietreggiare, ottennero l'effetto paradossale di esporre i propri fianchi a questi arcieri. Il resto dello schiltron di Bruce lo seguì nella valle, spingendo i compagni di testa contro gli inglesi con tale forza che le prime file di entrambi gli schieramenti non erano in grado di usare le armi per via dell'estrema calca così formatasi.
Gli scozzesi erano in gran parte privi di elmi o li indossavano senza visiera, poiché i contemporanei sottolineano di come gli arcieri inglesi «accecavano e ferivano i volti» dei soldati presenti nello schiltron principale. Impauriti da questa pioggia di frecce, gli scozzesi ai fianchi cercarono protezione serrandosi nel corpo principale, comprimendolo ulteriormente e ostacolandone i movimenti. Lo schiltron di Mar, che si era lanciato anch'esso verso gli inglesi, si disorganizzò per la fretta e rimase allo stesso modo intrappolato dai ripidi fianchi della valle. Con gli uomini di Mar avviati alla carica in direzione della retroguardia della formazione di Bruce, il caos si diffuse ancora di più. La lotta si protrasse da qualche ora dopo l'alba fino a dopo mezzogiorno. In breve la situazione per gli scozzesi divenne tragica: troppo ammassati tra loro, molti morirono o di asfissia o perché calpestati a morte dai compagni; le fonti dell'epoca parlano di più di mille scozzesi soffocati senza nemmeno essere entrati in contatto con gli avversari. Una cronaca afferma che gli uomini «perirono più per via degli stessi scozzesi che degli inglesi. Perché [...] per ogni caduto ne cadeva un secondo, e poi un terzo, e quelli che erano dietro si spingevano in avanti e si affrettavano a combattere, con il risultato che l'intero esercito si trasformò in un mucchio di cadaveri».
Una volta resistito all'assalto iniziale gli inglesi, schierati in una formazione meno caotica e più funzionale, godettero dello spazio necessario per impiegare le loro armi in modo efficace. I sopravvissuti dello schiltron di Bruce tentarono di districarsi, aumentando la confusione e rendendosi facili bersagli per la cavalleria inglese; le cronache sostengono che la fanteria inglese dovette scavalcare mucchi di scozzesi morti per poter colpire quelli ancora in vita. Per tutto il tempo gli arcieri continuarono a prendere di mira i fianchi scozzesi, mietendo numerose vittime e contribuendo a mettere in rotta l'armata nemica. Alla fine, la resistenza scozzese cedette e fu sbaragliata: i nobili scozzesi sopravvissuti scapparono a cavallo, mentre tutti gli altri a piedi. La cavalleria inglese iniziò la propria avanzata e inseguì i fuggitivi, abbattendoli fino al tramonto. Annientato l'esercito a difesa della capitale, gli inglesi occuparono Perth e si preoccuparono subito di migliorarne le fortificazioni, al fine di difendersi dall'esercito radunato da March.

## Conseguenze

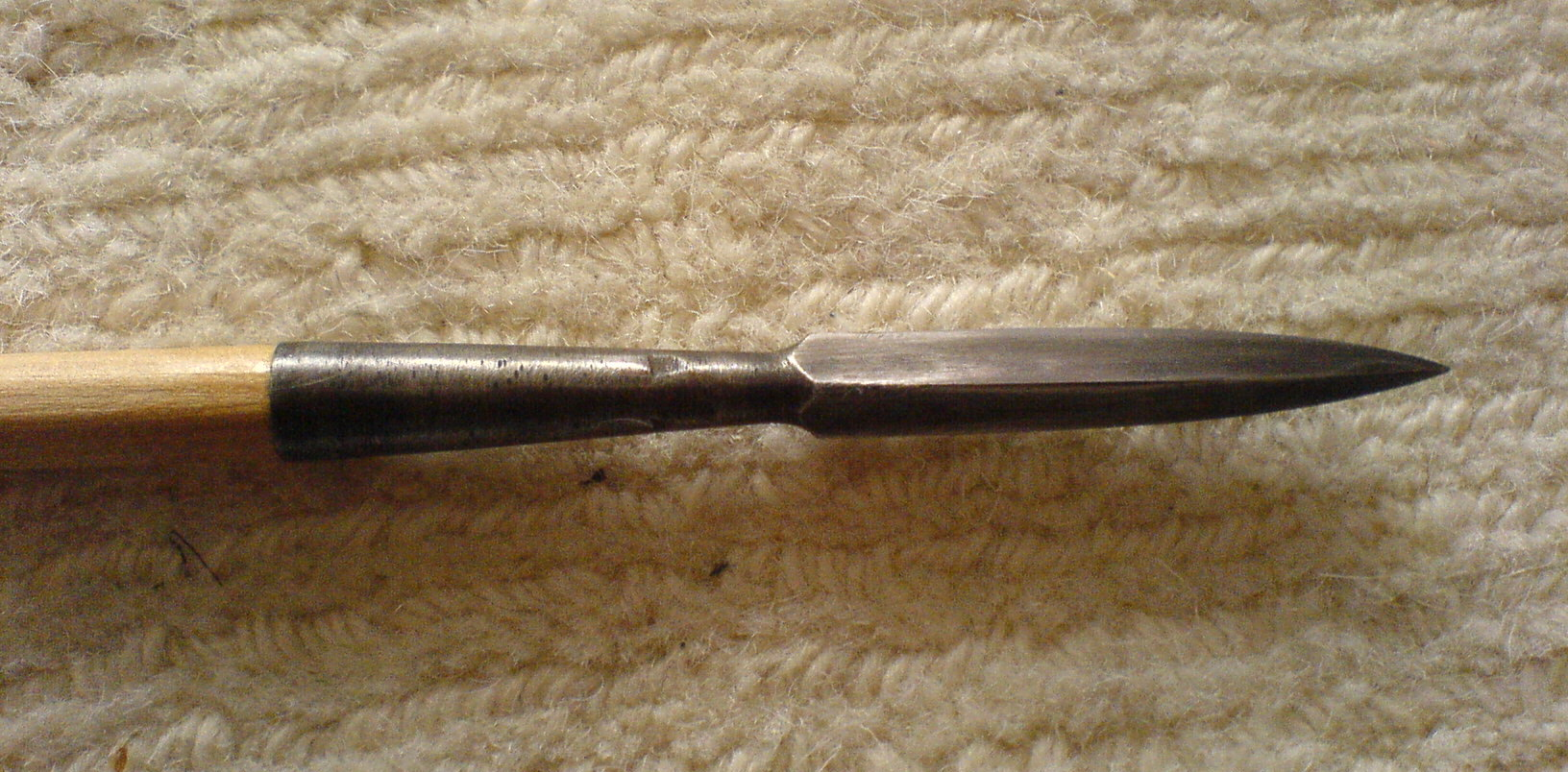
Una replica moderna della punta di una freccia usata dagli archi lunghi inglesi per perforare l'armatura

### Computo delle vittime
Si conoscono cifre precise per i morti inglesi, i quali persero 35 uomini d'arme, 2 cavalieri e 33 scudieri, mentre diversi resoconti sottolineano che non fu ucciso un solo arciere inglese. Le perdite tra gli scozzesi risultano meno certe, ma ogni resoconto concorda sul fatto che furono molto pesanti. Mar e Bruce persero la vita sul campo, così come altri 2 conti, 14 baroni, 160 cavalieri e molti uomini meno illustri. Gli scritti dell'epoca cercano di riportare il numero di morti scozzesi: due cronache inglesi ne stimano più di 15 000, due fonti scozzesi riferiscono di 2000 o 3000 morti, mentre una terza parla di 3000 «nobili» e «un numero incalcolabile di altri uomini». La maggior parte dei resoconti riferisce di morti scozzesi che giacevano in grandi mucchi, alcuni più alti della lunghezza di una lancia. L'unico sopravvissuto scozzese di alto rango fu Duncan IV di Fife, che fu fatto prigioniero e cambiò fazione.

### Sviluppi successivi
Una settimana dopo la battaglia, March arrivò alle porte di Perth, dopo aver radunato i resti dell'esercito di Mar assieme alle proprie forze. In realtà vi era ben poco che potesse fare: poiché Balliol aveva sconfitto Mar in campo aperto e non c'erano rinforzi disponibili per gli scozzesi, assalire la città ormai fortificata sarebbe stato una follia. Balliol aveva requisito abbondanti scorte di cibo a Perth e le navi che avevano sbarcato il suo esercito avevano sconfitto la marina scozzese, permettendo l'arrivo di approvvigionamenti e rinforzi in grado di sostenere un eventuale assedio.

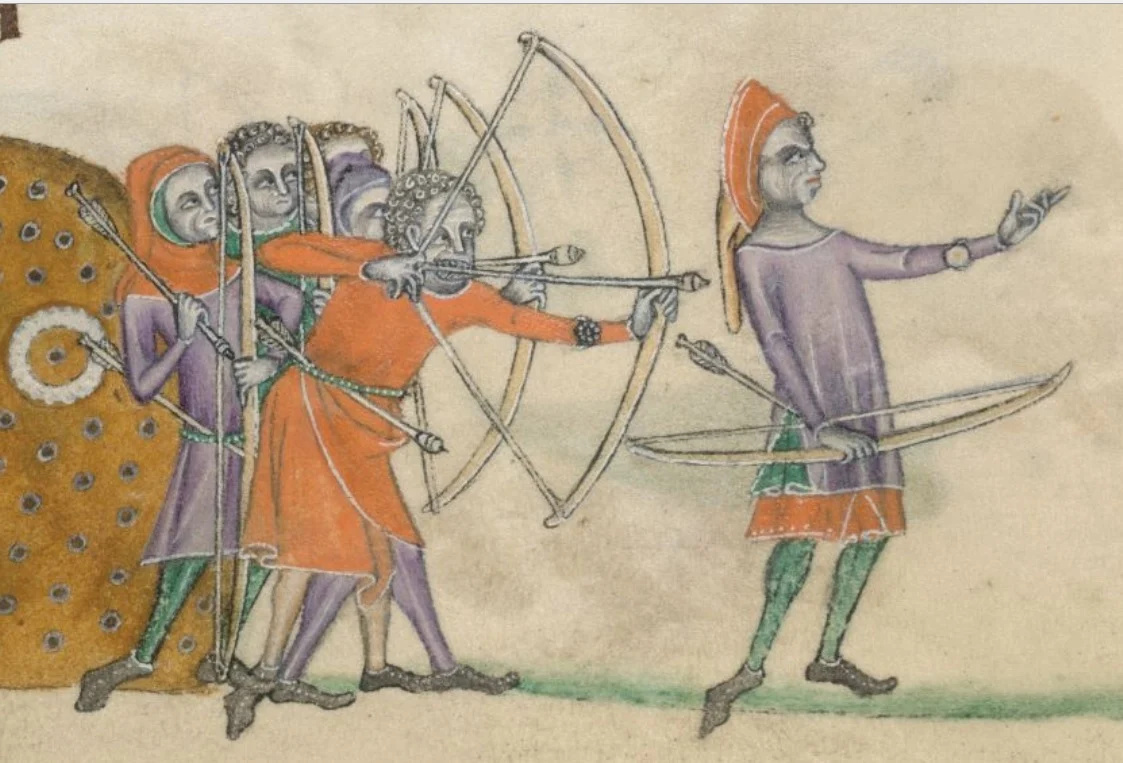
La battaglia di Dupplin Moor fu uno dei primi esempi dell'efficacia dell'arco lungo in battaglia

Il 24 settembre 1332 Balliol fu incoronato re di Scozia a Scone, il tradizionale luogo di incoronazione dei monarchi scozzesi. Nel giro di due mesi Balliol concesse a Edoardo III dei feudi scozzesi che includevano «la città, il castello e la contea di Berwick», dando mostra di essere totalmente dipendente da Londra e alienandosi quindi molto del sostegno ricevuto da una parte del paese. Il sostegno di Balliol all'interno della Scozia era sempre più risicato e veniva continuamente messo in discussione, tanto che già il 7 ottobre i sostenitori di Davide riconquistarono Perth e ne distrussero le mura. Balliol venne poi sconfitto dai sostenitori di Davide II nella battaglia di Annan il 16 dicembre, dove morì anche suo fratello Enrico; il pretendente riuscì a fuggire in Inghilterra solo fortunosamente, vestito a metà e cavalcando senza sella.
Dopo essersi rivolto a re Edoardo III in cerca di aiuto, Londra abbandonò ogni pretesa di neutralità, riconobbe Balliol come re di Scozia e si preparò per il conflitto. Dopo la sconfitta degli scozzesi riportata nella battaglia di Halidon Hill nel luglio 1333, gli inglesi ripristinarono Balliol sul trono scozzese. Deposto nuovamente nel 1334, egli ritornò ancora una volta al potere nel 1335 e fu poi deposto nel 1336 per mano dei fedelissimi di Davide II. La seconda guerra d'indipendenza scozzese scatenata dall'invasione di Balliol terminò infine, dopo alterne vicende, nel 1357. Lo storico moderno Ranald Nicholson ha sostenuto che Edoardo III replicò le tattiche a cui si ricorse a Dupplin Moor («tutti gli uomini d'arme non montati a cavallo, con gli arcieri appostati su entrambi i fianchi») nelle successive vittorie inglesi riportate a Halidon Hill e, soprattutto, a Crécy.

## Campo di battaglia
L'esatta collocazione del campo di battaglia di Dupplin Moor non è mai stata del tutto chiara. L'istituzione storico-culturale nota come Historic Environment Scotland (HES) ha tuttavia identificato una località a Gaskmoor ritenuta compatibile con quanto riferito dalle cronache riguardo al campo di battaglia del 1332. Essa è situata sull'altopiano di Dupplin, a sud-est di Dupplin Loch, e si trova 8 km a sud-ovest di Perth. La HES sottolinea a tal proposito che, qualora si tratti di un'ipotesi corretta:
La stessa organizzazione conclude che la scelta di tale campo di battaglia «è una prova della genialità tattica degli [inglesi], i quali erano veterani agguerriti». La HES ha aggiunto il campo di battaglia al Registro dei Campi di Battaglia Storici Scozzesi (Inventory of Historic Battlefields in Scotland) il 21 marzo 2011.

### Esplicative
1. ↑  Le cronache inglesi coeve e quasi coeve riferiscono di un totale di 4 000, 10 000, 14 000 o 24 000 uomini: DeVries (1998), p. 116, nota 27. Le fonti scozzesi lasciano intendere che si trattasse di un contingente di dimensioni decisamente ridotte. Lo storico Clifford Rogers ha affermato, basandosi sulla presenza sia di Fife sia di Bruce, che 4000 «risulta probabilmente la cifra più vicina alla verità»: Rogers (2014), p. 36 n. 53.
2. ↑  Gli storici moderni differiscono su quale dei due, ipotizzando il barone Fulk FitzWarin (Rogers (2014), p. 41), John Burdon o lo stesso Balliol: DeVries (1998), p. 119.

### Bibliografiche
1. 1 2  Sumption (1990), p. 60.
2. ↑  Davies (2007), p. 308.
3. ↑  Davies (2007), pp. 309-10.
4. ↑  Davies (2007), p. 310.
5. 1 2 3 4 5 6 7 8 9 10 11 12 13 14 15 16 17  Dalessi (2013), cap. 7 - Un momento difficile.
6. ↑  Weir (2006), p. 314.
7. 1 2 3 4 5 6  Oram (2011), cap. 18. David II & Edward Balliol.
8. 1 2 3 4  Davies (2007), p. 338.
9. 1 2  Sumption (1990), pp. 124, 126.
10. 1 2 3  DeVries (1998), p. 116.
11. ↑  Nicholson (1974), p. 124.
12. ↑  Rogers (2014), p. 35.
13. ↑  Rogers (2014), pp. 34, 36.
14. 1 2  Sumption (1990), p. 125.
15. ↑  DeVries (1998), pp. 113-114.
16. ↑  Rogers (2014), p. 36.
17. ↑  DeVries (1998), p. 116, nota 28.
18. ↑  DeVries (1998), p. 117.
19. ↑  Rogers (2014), pp. 36-37.
20. 1 2 3  Nicholson (1974), p. 126.
21. ↑  Rogers (2014), pp. 38, 39.
22. ↑  DeVries (1998), p. 118, num. 34.
23. ↑  Rogers (2014), p. 41.
24. 1 2  DeVries (1998), p. 118.
25. ↑  Rogers (2014), pp. 37-38.
26. ↑  Rogers (2014), pp. 38-39.
27. ↑  Rogers (2014), pp. 39-41.
28. ↑  DeVries (1998), pp. 118-119.
29. ↑  Rogers (2014), p. 42.
30. 1 2  DeVries (1998), p. 119.
31. ↑  Rogers (2014), pp. 42-44.
32. ↑  Rogers (2014), pp. 40, 43.
33. ↑  Rogers (2014), p. 43.
34. ↑  Rogers (2014), pp. 43-44.
35. ↑  DeVries (1998), pp. 119-120.
36. ↑  Rogers (2014), pp. 44-45.
37. 1 2 3  Rogers (2014), p. 45.
38. ↑  Sumption (1990), pp. 125-126.
39. ↑  Paterson (1996), p. 104.
40. 1 2 3  DeVries (1998), p. 120.
41. ↑  Rogers (2014), pp. 45-46.
42. ↑  Rogers (2014), p. 45, nota 110.
43. ↑  Rogers (2014), pp. 46-47.
44. ↑  MacInnes (2016), p. 13.
45. ↑  Rogers (2014), p. 46.
46. 1 2  Nicholson (1961), p. 19.
47. ↑  Rodwell (2013), p. 25.
48. ↑  Nicholson (1974), p. 127.
49. ↑  Sumption (1990), p. 12.
50. ↑  Ormrod (1990), p. 8.
51. ↑  Nicholson (1974), p. 129.
52. ↑  Blumberg (2014), p. 8.
53. ↑  MacInnes (2016), p. 59.
54. ↑  Nicholson (1965), p. 770.
55. ↑  Historic Environment Scotland (2012), BTL8.